# Frigga Carlberg
Frigga Carlberg, née Anna Fredrika Lundgren (Falkenberg, Halland, 10 de agosto de 1851-3 de octubre de 1925), fue una escritora sueca, trabajadora social, feminista y defensora del sufragio femenino. Fue miembro del comité central de la Asociación Nacional para el Sufragio de la Mujer de 1903 a 1921 y presidenta de la rama de Gotemburgo de la Sociedad Sueca para el Sufragio de la Mujer en 1902–21. Se la considera una figura destacada del movimiento sufragista sueco que contribuyó a que el sufragio fuera aprobado en ambas cámaras del Riksdag.

## Biografía
Carlberg nació en Suecia y aunque su familia era adinerada tuvo grandes dificultades para persuadir a su padre de que le permitiera estudiar. 
En 1876 se mudó a Gotemburgo después de casarse con el funcionario de correos Andreas Carlberg. Desde su llegada a Gotemburgo, Carlberg se involucró en temas de mujeres y trabajo social. Se convirtió en miembro importante de la Asociación de Mujeres de Gotemburgo ( Göteborgs Kvinnoförening ) fundada en 1884 como la primera asociación de mujeres en Gotemburgo. A su vez fundó Sällskapet Myrornas barnhem, una organización que proporcionó hogares para menores sanos de padres infectados con tuberculosis, presidió una organización para trabajadoras sociales y se convirtió en miembro de la asociación sueca de atención a los pobres.

### Compromiso dentro del movimiento por el sufragio

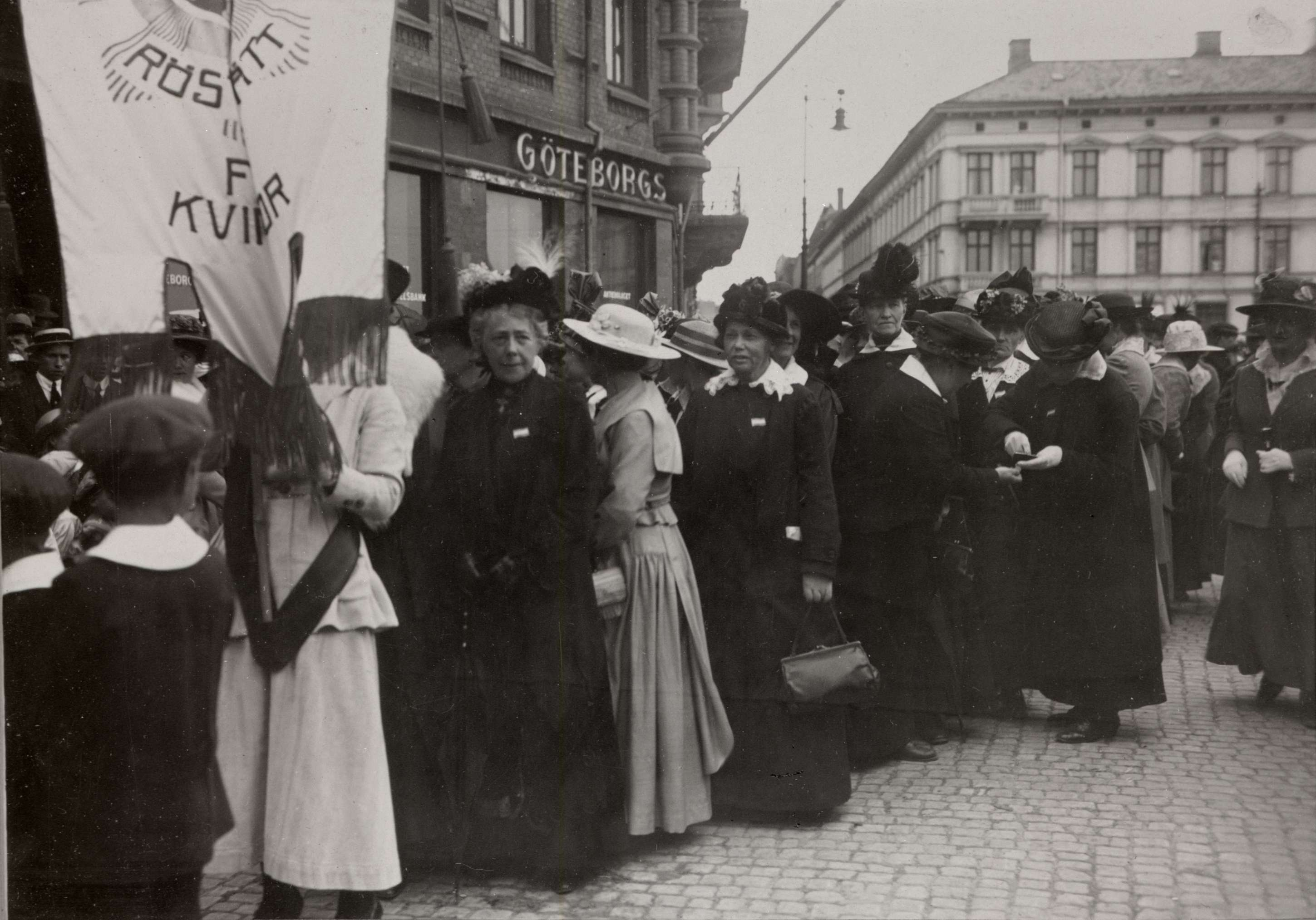
Frigga Carlberg y otros manifestantes por el sufragio femenino en Gotemburgo, junio de 1918.

Carlberg se convirtió en la figura central dentro de los círculos de mujeres social y políticamente interesadas en Gotemburgo, y cuando se fundó la Sociedad Sueca para el Sufragio de la Mujer en 1902, tomó la iniciativa para el establecimiento de la sección de Gotemburgo y fue elegida presidenta durante toda su duración. Estaba bien informada, en particular, sobre el movimiento por el sufragio británico y estadounidense, y una vez invitó a la sufragista inglesa Sylvia Pankhurst (1882-1960) a una conferencia. Además representó a Suecia en varias conferencias internacionales sobre el sufragio femenino: primero como miembro de la Sociedad Sueca para el Sufragio Femenino, y la última vez, en Roma en 1923 como representante del gobierno sueco.

### Escritora
Escribió gran parte del material de formación de opinión de LKPR, la rama cultural de la Asociación Nacional. Como autora de novelas y obras de teatro, describió tanto los problemas de las mujeres como las condiciones de vida de los pobres, que influyeron en las políticas.
Su novela För rättfärdighets skull (1918), junto con la novela Pennskaftet (1910) de Elin Wägner (1882-1949), se considera una de las novelas más notables del movimiento por el sufragio sueco ( Kvinnors kamp för rösträtt ).

#### Algunas de sus obras[7]
- Frigga Carlberg, När begreppen klarna sueco
- Frigga Carlberg, Samma don. Diálogo i en akt sueco
- Frigga Carlberg, Statsministerns döttrar. Skådespel i tre akter sueco
- Frigga Carlberg, Susan B. Anthony Sueco